# Czarna dziura (sieci komputerowe)
Czarna dziura – w sieciach komputerowych pojęcie to odnosi się do miejsca w sieci, w którym ruch sieciowy jest przerywany, ale bez informowania o tym źródła. Podczas sprawdzania topologii sieci czarne dziury są niewidoczne. Można je wykryć tylko przez monitorowanie ruchu sieciowego.  

## „Martwe” adresy
Najczęstszym rodzajem „czarnej dziury” jest adres IP, który jest przypisany do nieaktywnego lub nieistniejącego hosta. Mimo że protokół sterowania transmisją TCP/IP zapewnia możliwość informowania o niepowodzeniu komunikacji przez Internet Control Message Protocol (ICMP), to często ruch sieciowy, kierowany na taki adres jest po prostu porzucany. Martwy adres będzie „czarną dziurą” tylko dla niektórych protokołów, np. User Datagram Protocol (UDP). Protokoły takie, jak np. TCP nie zdołają zestawić połączenia z takim adresem.

## Zapory sieciowe i „zabronione” porty
Większość zapór sieciowych (również te w domowych routerach) może być tak skonfigurowana, aby odrzucać ruch sieciowy na danym porcie, co może skutkować mniejszymi lub większymi „czarnymi dziurami” w sieci. Niektóre zapory zostały jednak tak skonfigurowane, aby mimo odrzucenia ruchu sieciowego na porcie (np. przy protokole ICMP), nie powodowały one powstania „czarnej dziury”.

## Adresy e-mail „black hole”
Tego typu adresy e-mail, to prawidłowe adresy e-mail, ale charakteryzujące się tym, że każda wysłana na nie wiadomość jest automatycznie usuwana i nigdy nie zostaje odczytana. Tego typu adresy e-mail są stosowane głównie jako adresy, z których wysłano automatycznie generowaną wiadomość.